# Éliane Braultová
Éliane Anita-Élisabeth Braultová (18. září 1895 Paříž – 25. srpna 1982 Paříž) byla francouzská politička, novinářka, odbojářka, spisovatelka a velmistryně smíšeného řádu svobodných zednářů.

## Život
Narodila v roce 1895 do měšťanské rodiny v 9. pařížském obvodě. Její otec byl židovského původu, jeho rodina pocházela z Peru. 
Éliane Braultová se po vypuknutí první světové války v roce 1915 provdala za svého prvního manžela Jean Sabourdina, který zemřel na frontě v roce 1918. Kvůli traumatu z této tragédie vystoupila z Katolické církve a ukotvila své určité antiklerikální a protiválečné myšlenky. 
V roce 1923 se stal jejím druhým manželem právník Louis Gallié, se kterým se rozvedla v roce 1933. Vystudovala odbornou školu a pracovala jako pedagožka s dětmi a mládeží.

### Politická kariéra
V roce 1925 především díky rodinnému příteli Émilu Borelovi vstoupila do francouzské Radikálně socialistické strany. V rámci strany se hned zapojila do stranického života, publikovala ve stranickém tisku a podporovala spojeneckou Francouzskou unii pro volební právo žen. 
Na začátku 30. let se stala tajemnicí ústředního sekretariátu Radikálně socialistické strany, za který od roku 1933 zasedala i v předsednictvu strany. Tam působila v komisi pro zahraniční politiku a výchovu. Mimo stranické funkce zasedala také v organizaci Národního výboru pro mír a svobodu a ve vedení Světového výboru žen proti válce a fašismu. Působila také ve vedení Mezinárodní ententy radikálních a podobných demokratických stran, v rámci které dohadovala mezinárodní stanoviska pro hlasování ve valném shromáždění Společnosti národů. Angažovala se v organizaci antifašistických demonstrací. V roce 1935 založila a vedla Svaz radikálních žen, za který podnikla cestu do Sovětského svazu. 
V roce 1935 uvítala vznik Lidové fronty spolupráce radikálních socialistů, sociálních demokratů a komunistů. V rámci Radikálně socialistické strany patřila k levému křídlu strany, které požadovalo výraznější zapojení Francie a podporu španělským republikánům ve Španělské občanské válce. Po jmenování vlády Lidové fronty Léona Bluma působila jako generální inspektorka školských zařízení při ministerstvu spravedlnosti. Po jmenování vlády premiéra Camilla Chautempse za Radikálně socialistickou stranu v roce 1937 byla jmenována tajemnicí Nejvyšší rady pro děti a mládež. 
V roce 1939 využila svého vlivu ve vládě pro otevření hranic pro španělské uprchlíky a vzniku sociálního programu pro španělské děti, jejichž rodiče se stali oběťmi frankismu.

### Druhá světová válka
Po pádu Francie a vzniku vichistického režimu v roce 1940 byly přijaty zákony na vyloučení Židů a svobodných zednářů z veřejné správy. Na podzim 1940 v prorežimních novinách Je suis partout vyšel článek, který Émile Braultovou popsal jako zarytou antifašistku, zednářku a dceru židovského otce. Proto byla 1. října 1940 zproštěna funkce ve vládní radě. 
Poté, co v Marseille navázala kontakt s odbojem, byla v lednu 1941 vězněna. Následně se jí přes Alžír a Casablancu podařilo uprchnout do Londýna. V Londýně vstoupila do ozbrojených sil Svobodné Francie, kde v kapitánské hodnosti nastoupila k ošetřovatelským a pomocným silám jednotek ženské pomocné armády. Po odvelení do Bejrútu nastoupila na velitelský post ženské pomocné armády, se kterou se v roce 1942 přesunula spolu se stíhací jednotkou Normandie-Němen do Sovětského svazu. V dubnu 1944 se vrátila do Alžíru, odkud byla generálem Jeanem de Lattre de Tassignym vyslána na podpůrnou misi pro Italské tažení.
V srpnu 1944 se zúčastnila se svojí pomocnou jednotkou vylodění spojenců v jižní Francii v operaci Dragoon. Přivítala, když prozatímní vláda Charlese de Gaulla v říjnu 1944 schválila všeobecné volební právo žen. Poté se zúčastnila osvobození Alsaska a překročení Rýna na Schwarzwald. Po válce byla až do listopadu 1945 se svojí jednotkou umístěna ve francouzských okupačních zónách Německa a Rakouska.

### Poválečné období
V zimě 1945 se navrátila do Paříže, kde se vrátila do své funkce ve státní správě, při které absolvovala studium na École nationale d'administration. Vystoupila z Radikálně socialistické strany a vstoupila do Francouzské sekce dělnické internacionály, kde se podílela na formování sociální politiky. V roce 1946 neúspěšně kandidovala do Národního shromáždění. V roce 1948 přestoupila do Sjednocené socialistické strany a následně v letech 1951 až 1956 působila v okrajové straně Progresivní unie, která sdružovala proudy bývalých radikálních socialistů, jež měly blízko k Francouzské komunistické straně. V roce 1956 se navrátila do Radikálně socialistické strany, kterou opustila v roce 1959 spolu s odchodem bývalého premiéra Pierra Mendèse France ze strany. Spolu s ním vstoupila do Autonomní socialistické strany, která se v roce 1960 sloučila do Sjednocené socialistické strany.
Působila také v levicovém Hnutí proti rasismu a za přátelství mezi národy a ve Svazu francouzsko-sovětského přátelství. I přesto působila také v organizaci výboru přátel sionismu Francie–Izrael. Od 50. let působila jako tajemnice skeptické a volnomyšlénkářské Racionalistické unie, členské organizace Evropské humanistické federace.
Po odchodu do penze v 60. letech se angažovala především ve svobodném zednářství. Členkou ženské zednářské lóže se stala již v roce 1927. V roce 1945 se připojila k první výhradně ženské obedienci, kterou byla nově založená Velká ženská lóže Francie. V roce 1973 pod patronací Velkého Orientu Francie založila Univerzální smíšenou Velkou Lóži, kladoucí důraz především na rovnost žen a mužů. Do roku 1974 byla první velmistryní této lóže. Zemřela 25. srpna 1982 v Paříži ve věku 86 let.

## Vyznamenání
- Rytíř Řádu čestné legie (1936)
- Důstojník Řádu čestné legie (1947)
- Válečný kříž 1939–1945
- Medaile uprchlíků